# La Vid de Ojeda
La Vid de Ojeda település Spanyolországban, Palencia tartományban. La Vid de Ojeda Herrera de Pisuerga, Prádanos de Ojeda, Dehesa de Romanos, Collazos de Boedo, Micieces de Ojeda, Olmos de Ojeda és Santibáñez de Ecla községekkel határos. Lakosainak száma 90 fő (2024).

## Népesség
A település népessége az elmúlt években az alábbi módon változott:
| Lakosok száma | 136  | 130  | 121  | 120  | 111  | 109  | 98   | 94   | 87   | 90   |
|               | 2001 | 2004 | 2007 | 2009 | 2012 | 2014 | 2017 | 2019 | 2022 | 2024 |